# Rovine (gmina Ivanjica)
Rovine (cyr. Ровине) – wieś w Serbii, w okręgu morawickim, w gminie Ivanjica. W 2011 roku liczyła 59 mieszkańców.